# Tomasz Gabryś
Tomasz Gabryś – polski specjalista w zakresie lekkoatletyki, teorii sportu, dr hab. profesor nadzwyczajny Katedry Nauk o Kulturze Fizycznej Wydziału Nauk o Zdrowiu Uniwersytetu Humanistyczno-Przyrodniczego im. Jana Długosza w Częstochowie, Katedry Teorii i Metodyki Sportu Akademii Wychowania Fizycznego im. Bronisława Czecha w Krakowie i Instytutu Wychowania Fizycznego Państwowej Wyższej Szkoły Zawodowej im. Rotmistrza Witolda Pileckiego w Oświęcimiu.

## Życiorys
Obronił pracę doktorską, następnie uzyskał stopień doktora habilitowanego. Otrzymał nominację profesorską. Był profesorem w Instytucie Wychowania Fizycznego na Wydziale Zarządzania Politechniki Częstochowskiej i w Instytucie Sportu na Wydziale Wychowania Józefa Piłsudskiego. Objął funkcję profesora nadzwyczajnego Katedry Nauk o Kulturze Fizycznej Wydziału Nauk o Zdrowiu Uniwersytetu Humanistyczno-Przyrodniczego im. Jana Długosza w Częstochowie, Katedry Teorii i Metodyki Sportu Akademii Wychowania Fizycznego im. Bronisława Czecha w Krakowie oraz Instytutu Wychowania Fizycznego Państwowej Wyższej Szkoły Zawodowej im. Rotmistrza Witolda Pileckiego w Oświęcimiu.
Piastuje stanowisko kierownika w Katedrze Nauk o Kulturze Fizycznej na Wydziale Nauk o Zdrowiu Uniwersytetu Humanistyczno-Przyrodniczego im. Jana Długosza w Częstochowie, a także dyrektorem w Instytucie Wychowania Fizycznego w Państwowej Wyższej Szkole Zawodowej im. Rotmistrza Witolda Pileckiego w Oświęcimiu.